# This Town
«This Town» —en español: ‘Esta ciudad’—  es una canción grabada por el cantante irlandés Niall Horan, lanzada como su sencillo debut el 29 de septiembre de 2016 por Capitol Records. Un vídeo musical de una actuación en vivo fue lanzado en la misma fecha. La canción fue escrita por Horan, Jamie Scott, Mike Needle, Daniel Bryer, Aodhán Dorrian y producida por Greg Kurstin. Es su primer sencillo en solitario, así como el primer sencillo en solitario lanzado por cualquiera de los miembros restantes de la banda, siguiendo el hiato de One Direction, que se anunció antes en 2016. Desde su lanzamiento, ha alcanzado el puesto número 9 en la lista de sencillos de Reino Unido, y el número 25 en el Billboard Hot 100 de Estados Unidos.

## Recepción de la crítica
Harriet Gibsone de The Guardian pensó que "This Town", de Horan, "promueve su apariencia de baladista acústico", mientras que el vídeo "refuerza la autenticidad de su futura carrera como artista creíble con habilidades más allá de ser adorable". Ella concluyó que "el mundo de la música moderna puede ser desconcertante para aquellos que se oponen a las estrellas del pop de fluido de género o la trampa del auto-tune". El editor de Entertainment Weekly, Madison Vain, escribió: "la canción muestra crecimiento gracias a su matices en la narración. Las cosas que nunca llegó a decir, y eso suena creíble". Vain también dijo "Horan ha dicho que está minando el sonido de algunas de sus influencias más grandes: Bob Dylan y Simon & Garfunkel. Pero con el colaborador Greg Kurstin detrás de los tableros, "This Town" se inclina más hacia el moderno, folk influenciado con composición de Vance Joy y Ed Sheeran". Para Raisa Bruner of Time es una "exuberante balada de guitarrista en la vena de los primeros tearjerkers de la banda, con indicios de Sheeran en la narración de las letras de la pequeña ciudad". Para Noisey, Sarah Sahim criticó la canción, notando que la canción no era "nada especial, pero su dulzura sacarina le da todo el sabor de un éxito decente. "Niall afirma que fue inspirado por Bob Dylan y The Lumineers, por lo que debería dar una idea de lo básico que es."

## Presentaciones en vivo
Horan dio la primera representación televisada de "This Town" en The Ellen DeGeneres Show el 26 de octubre de 2016. Más tarde ese día, apareció en The Late Late Show with James Corden para cantar el sencillo. Él también interpretó la canción en los Radio 1 Teen Awards 2016, y en los Premios American Music de 2016. Y se presentara en varias arenas a través de Norteamérica como parte del Jingle Ball Tour 2016.

## Posicionamiento en listas

### Semanales
| Alemania        | Official German Charts       | 52 |
| Australia       | ARIA Top 100 Singles         | 5  |
| Austria         | Ö3 Austria Top 40            | 24 |
| Bélgica (Fl)    | Ultratop                     | 22 |
| Bélgica (W)     | Ultratip                     | 14 |
| Canadá          | Canadian Hot 100             | 29 |
| Dinamarca       | Tracklisten                  | 25 |
| Eslovaquia      | Singles Digital Top 100      | 19 |
| Escocia         | Scottish Singles Chart       | 2  |
| España          | PROMUSICAE                   | 22 |
| Estados Unidos  | Billboard Hot 100            | 25 |
| Estados Unidos  | Pop Songs                    | 14 |
| Estados Unidos  | Adult Pop Songs              | 21 |
| Finlandia       | Suomen virallinen lista      | 1  |
| Francia         | SNEP                         | 34 |
| Hungría         | Single Top 40                | 18 |
| Irlanda         | IRMA                         | 6  |
| Italia          | FIMI                         | 34 |
| Líbano          | The Official Lebanese Top 20 | 18 |
| Noruega         | VG-lista                     | 20 |
| Nueva Zelanda   | NZ Top 40 Singles Chart      | 24 |
| Países Bajos    | Dutch Top 40                 | 24 |
| Portugal        | AFP                          | 20 |
| Reino Unido     | UK Singles Chart             | 9  |
| República Checa | Singles Digitál Top 100      | 30 |
| Suecia          | Sverigetopplistan            | 18 |
| Suiza           | Schweizer Hitparade          | 40 |

### Certificaciones
| País           | Organismo certificador | Certificación | Ventas certificadas | Ref.   |
| -------------- | ---------------------- | ------------- | ------------------- | ------ |
| Australia      | ARIA                   | 2× Platino    | 140 000             | [ 37 ] |
| Bélgica        | BEA                    | Oro           | 10 000              | [ 38 ] |
| Brasil         | Pro-Música Brasil      | Oro           | 30 000              | [ 39 ] |
| Canadá         | Music Canada           | 2× Platino    | 160 000             | [ 40 ] |
| Dinamarca      | IFPI — Dinamarca       | Oro           | 15 000              | [ 41 ] |
| Estados Unidos | RIAA                   | Platino       | 1 000 000           | [ 42 ] |
| Irlanda        | IRMA                   | 2× Platino    | 30 000              | [ 43 ] |
| Italia         | FIMI                   | Oro           | 25 000              | [ 44 ] |
| Reino Unido    | BPI                    | Plata         | 200 000             | [ 45 ] |
| Suecia         | IFPI — Suecia          | Platino       | 40 000              | [ 46 ] |